# 米娅·曼加内洛
米娅·曼加内洛（英語：Mia Manganello，1989年10月27日—），美国女子速度滑冰运动员。她曾代表美国参加2018年和2022年冬季奥林匹克运动会速度滑冰比赛，其中2018年冬季奥运会获得一枚铜牌。